# 브라이턴 팰리스 피어

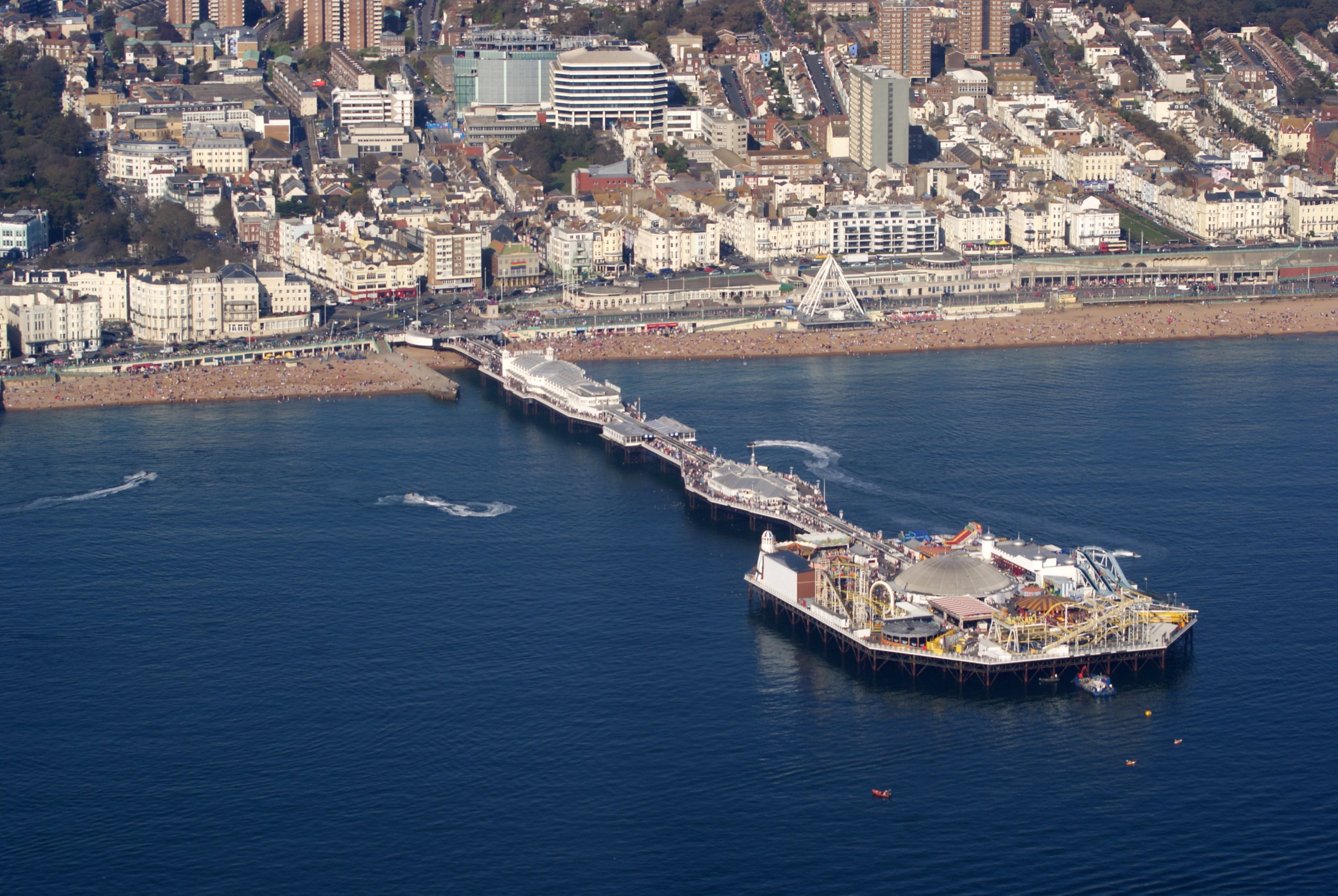
브라이턴 팰리스 피어

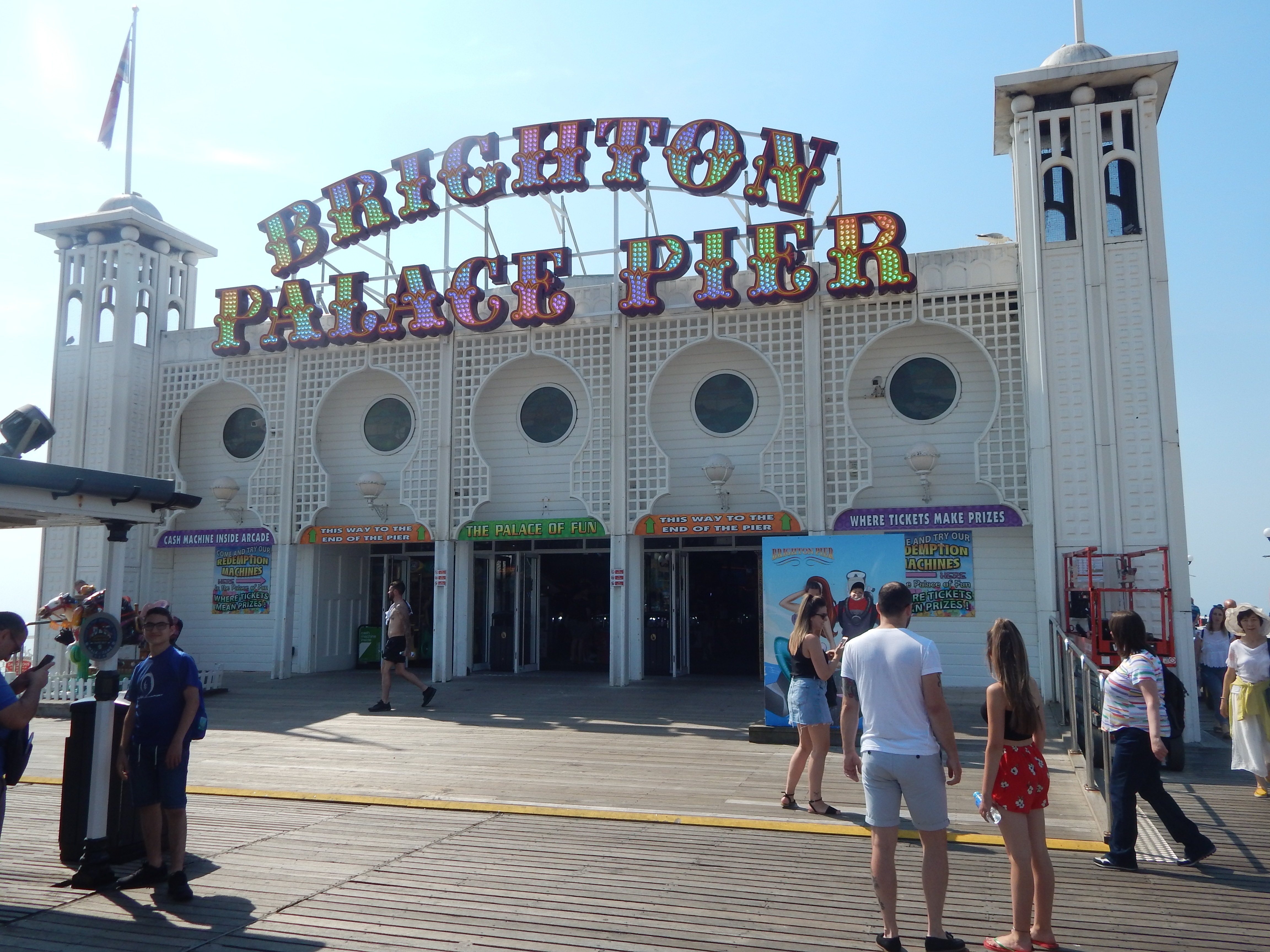
브라이턴 팰리스 피어 입구

브라이턴 팰리스 피어(영어: Brighton Palace Pier)는 잉글랜드 이스트서식스주 브라이턴에 있는 관광용 부두이다.

## 위치
부두 입구는 올드스틴의 남쪽 끝 (A23에서 런던까지) 맞은 편에 있으며 해안가를 따라 이어지는 머린퍼레이드와 그랜드 정션 로드에 맞닿아 있다. 길이는 1,722 피트 (525 m)이다. 밤에는 67,000개의 전구로 밝혀진다.
14번과 27번 버스는 브라이턴 역에서 부두로 직접 운행된다.